# Обрусні
Обрусні — службовці при дворі Великого князя Литовського та великої княгині в XVI—XVII століттях, які виконували невеликі побутові завдання. Вони отримали земельну ділянку на службу. Деяким обрусним давали дворянство за гарне обслуговування.
Назва ймовірно походить від слова обрус — скатертина.